# Союз Українських Студентських Організацій у Румунії
Союз Українських Студентських Організацій у Румунії (СУСОР) — студентська крайова централя, яка координувала у 1929—1940 працю чернівецьких товариств «Запороже» і «Чорноморе», згодом «Залізняк» та товариств «Буковина» в Бухаресті і «Громада» в Яссах.
Після 1937 румунська влада заборонила діяльність СУСОР, але формально він існував до 1940.
СУСОР ініціював загальнонаціональні свята і маніфестації (наприклад, проти голоду в Україні); організував фонд для охорони здоров'я українських студентів.
Видавав додаток до газет «Час» і «Самостійність» — «Студентські Вісті» (1935 — 37).
Нараховував близько 160 членів, з 1929 був членом ЦЕСУСу.
Голови СУСОР: Л.Романовський, В.Якубович, О.Попович, М.Іванович, Я.Бавер.